# Trouble obsessionnel compulsif
Ne doit pas être confondu avec Manie, Tic ou Trouble de la personnalité anankastique.
 Mise en garde médicale
Le trouble obsessionnel compulsif (abrégé en l'acronyme TOC) est un trouble psychique caractérisé par l'apparition répétée de pensées intrusives — les obsessions — produisant de l'inconfort, de l'inquiétude, de la peur ; et/ou de comportements répétés et ritualisés — les compulsions — pouvant avoir l'effet de diminuer l'anxiété ou de soulager une tension. Les obsessions et les compulsions sont souvent associées (mais pas toujours) et sont généralement reconnues comme irrationnelles par les personnes sujettes au TOC mais sont néanmoins irrépressibles et envahissantes, diminuant le temps disponible pour d'autres activités et menant parfois jusqu'à la mise en danger. Elles ne se fondent généralement pas sur des interprétations délirantes.
Les symptômes peuvent s'exprimer de façon très variable d'un patient à l'autre (incluant phobie de la saleté, lavage des mains, vérifications répétées, obsessions sexuelles).
Approximativement entre un tiers et la moitié des adultes présentant un TOC rapportent que les premiers symptômes sont apparus dans l'enfance.

## Histoire

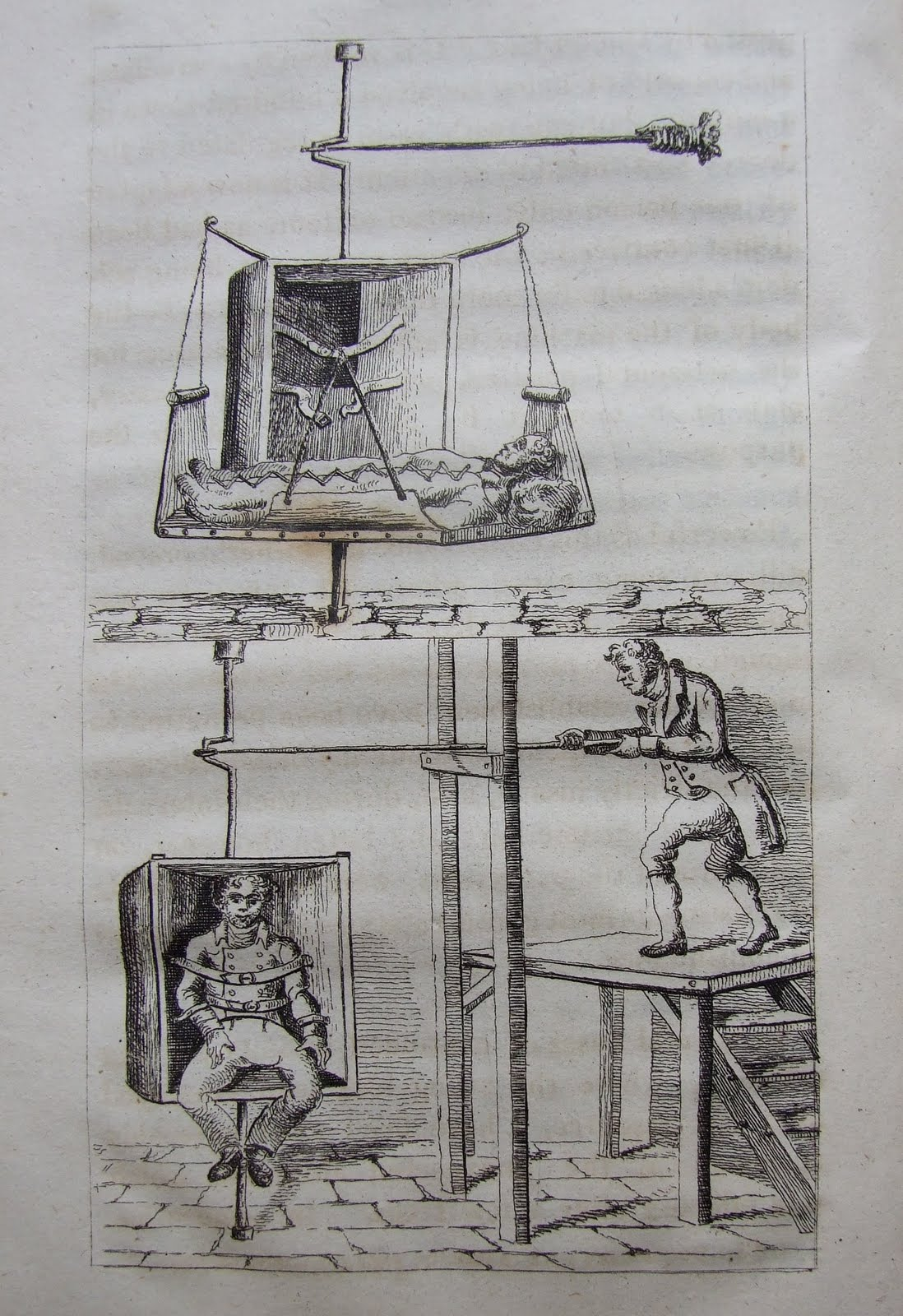
Chaise rotative du psychiatre irlandais William Saunders Hallaran (1765-1825), servant à détacher les idées fixes des insensés par la force centrifuge. Illustration de Practical Observations on the causes and cure of insanity (1818).

Du latin obessio, l'obsession a d'abord désigné le siège d'une place forte vers 1470, avant de devenir aussi le fait d'être assiégé, notamment par un démon. On distinguait ainsi l'obsession de la possession (démoniaques) en 1590.
Au XVIIIe siècle, l'obsession relève de la « hantise » et des « idées fixes ». Dans une conception mécaniste de la folie, ces idées fixes peuvent être détachées du cerveau par des moyens physiques (balançoires et chaises rotatives).

### Clinique de l'obsession
Les symptômes obsessionnels sont repérés en psychiatrie par Philippe Pinel (1746-1826) sous le terme de « folie raisonnante ».
Le terme obsession dans son sens psychiatrique moderne apparaît en 1838, chez Jean-Étienne Esquirol (1772-1840) qui décrit une patiente ayant une peur intense de voler ou d'emporter sans le savoir des bijoux et objets précieux. Elle refusait de s'asseoir sur un fauteuil de peur qu'un bijou perdu ne s'accroche à ses vêtements ; elle portait des chaussures très serrées, de peur qu'un objet n'y tombe, jusqu'à ne plus sortir de son domicile. Pour Esquirol, il s'agit d'une « monomanie raisonnante ».
Au cours du XIXe siècle, plusieurs auteurs développent cette question, comme Bénédict Augustin Morel (1809-1873) avec le « délire émotif », Henri Legrand du Saule (1830-1886) qui publie en 1875 La folie du doute avec délire du toucher ou Jules Falret (1824-1902) Sur les obsessions intellectuelles, émotives et instinctives (1889),.
À la fin du XIXe siècle, des auteurs comme Valentin Magnan (1835-1916) accentuent l'importance des compulsions, et de la lutte intérieure des patients. Le passage à l'acte (impulsion) n'est pas exclu, et l'obsession est décrite dans la pyromanie, la kleptomanie... dans une approche médico-légale.
La conception classique des obsessions est établie par Sigmund Freud (1856-1939) et Pierre Janet (1859-1947). Ils réduisent les obsessions à un processus qui ne concerne que le champ de la conscience, ils excluent donc l'impulsion et tout passage à l'acte. Ils décrivent en détail les compulsions ou le rituel obsessionnel, avec absence de passage à l'acte (phobie d'impulsion).
Aussi au début du XXe siècle, les patients « obsessionnels » sont un peu différents de ceux décrits au siècle précédent.

### Théorie de l'obsession
Pour Janet, la distinction phobie et obsession ne s'impose pas, alors que pour Freud la séparation est fondamentale.

#### La psychasthénie de Janet
Pierre Janet donne une description claire de ce qui sera le TOC (Trouble Obsessionnel Compulsif) à partir de 300 observations dans Les obsessions et la psychasthénie (1903). Il donne un rôle central à la psychasthénie en la caractérisant comme un manque d'énergie et de tension psychologique, avec sentiment d'incomplétude, de doute et d'incertitude.
Janet décrit cinq types d'obsessions (sacrifice, crime, culpabilité, honte et maladie du corps) et cinq types de « manies » ou compulsions (manies de l'interrogation, arithmétiques, de précaution, de lenteur).

#### La névrose obsessionnelle de Freud
Le psychanalyste Sigmund Freud en établit le profil le plus complet à partir de son histoire de la cure de « l'homme aux rats ». Pour Freud, la névrose obsessionnelle ou « névrose de contrainte » dans les nouvelles traductions, est un conflit intrapsychique entre deux énergies, celle des pulsions et celle du surmoi. Ce conflit oblige le moi à un compromis, ce qui provoque culpabilité, angoisse et anxiété avec recours inconscient à des idées obsédantes et à des rituels. Les sujets présentent une personnalité obsessionnelle de caractère anal (ordre, entêtement, méticulosité, rigidité, obséquiosité).
Lacan a étudié le Caractère XVI des Portraits de Théophraste, qualifiant cet original à idées fixes d'« Obsessionnel de Théophraste ». δεισιδαίμων / deisidaímōn, en grec ancien, est un terme qui désigne un personnage pieux ou superstitieux,. Plutarque, dans l'opuscule De la superstition figurant parmi ses Œuvres morales, commente et critique le comportement d'un sujet atteint de deisidaimonia. Théophraste lui-même décrit la superstition (deisidaimonia) comme une sorte de lâcheté vis-à-vis de la divinité.

### Classifications internationales
Les théories psychanalytiques dominent le XXe siècle, et en 1968, le terme « névrose obsessionnelle » entre dans la classification des maladies mentales, à côté des névroses d'angoisse et des névroses phobiques.
Lors de la troisième révision de 1980, les auteurs du DSM-III, notamment Spitzer, ont évacué la notion de névrose trop marquée pour eux par la psychanalyse. C'est ainsi que la « névrose obsessionnelle » a été remplacé par un « trouble obsessionnel compulsif » (TOC) . Ce TOC s'intègre dans une vision descriptive et comportementale, fortement marquée par la médecine somatique (organiciste), et qui écarte la notion de personnalité pathologique associée au trouble et les éléments d'ordre psychodynamique.
Le TOC est alors une pathologie à part entière, classée dans la catégorie des « troubles anxieux », le diagnostic repose sur la présence soit d'obsessions, soit de compulsions ou les deux. Le DSM-IV (1994) précise une durée minimale des symptômes (au moins une heure par jour).
La dernière version (DSM-5, 2013) ne se base pas tellement sur une durée précise (symptômes qualifiés de « chronophages ») mais plutôt sur une évaluation subjective du patient (souffrance et retentissement sur la qualité de vie).
Le DSM-5 précise le degré d'association avec la conscience du trouble ou insight (le patient sait que ce trouble vient de lui et qu'il ne correspond pas à la réalité). Ce niveau de conscience peut être variable selon les patients. L'association avec des comorbidités est aussi envisagée sous un ensemble dit « TOC et troubles apparentés » comme la présence de tics, la trichotillomanie, la dermatillomanie, la dysmorphophobie, la thésaurisation pathologique ou syllogomanie.
En créant une catégorie à part, le DSM-5 sort le TOC de la catégorie des « troubles anxieux », bien que l'anxiété soit un symptôme clairement rapporté par les patients atteints de TOC. Le TOC n'est donc plus classé avec le trouble panique, l'agoraphobie, les phobies spécifiques et sociales, le trouble anxieux généralisé et le syndrome de stress post-traumatique, où l'anxiété est surtout anticipatoire avec conduite d'évitement. La survenue d'une conduite d'évitement dans un TOC est un indice de gravité.

## Épidémiologie
- Aucune donnée
- Moins de 45
- 45-52,5
- 52,5-60
- 60-67,5
- 67,5-75
- 75-82,5
- 82,5-90
- 90-97,5
- 97,5-105
- 105-112,5
- 112,5-120
- Plus de 120

Nombre d'individus atteints de troubles obsessionnels-compulsifs dans le monde sur 100000 habitants en 2002.

Les études épidémiologiques du TOC sont difficiles à réaliser, du fait du caractère incertain des limites du diagnostic. Les enquêtes modernes débutent dans les années 1980, lorsque le DSM-III précise officiellement des critères précis.
Autrefois la névrose obsessionnelle était considérée comme rare : en 1953, une étude estime qu'elle touche 0,05 % de la population générale allemande. Depuis, l'information diffusée dans le grand public et les professionnels a fait se révéler de nombreuses personnes non repérées et non traitées, qui n'osaient pas consulter pour leurs troubles.

### Données et âge d'apparition
Selon l'OMS, la prévalence vie entière dans la population adulte est estimée à 1,3 % (entre 0,3 et 3,5 %), avec une estimation moyenne de 0,54 % sur un an. Chez les enfants et les adolescents, la prévalence vie entière est estimée entre 0,5 et 2,6 %, et la prévalence sur un an entre 0 et 4 %.
Aux États-Unis, la prévalence du TOC est globalement estimée entre 1,5 et 2,5 %. Selon l'Inserm, le TOC est considéré comme le 4e trouble mental le plus fréquent en France, après les troubles phobiques, les toxicomanies, et la dépression.
Il atteint de façon équivalente les hommes et les femmes, alors que les autres troubles anxieux ou de l'humeur touchent en général deux fois plus de femmes que d'hommes.
Il semble exister deux pics d'âge d'apparition des TOC : dans l'enfance, autour de l'âge de 10 ans, et au début de l'âge adulte vers 21 ans. Chez l'enfant, les troubles apparaissent plus précocement chez les garçons que chez les filles.
Les sujets âgés de plus de 55 ans sont moins à risques d'avoir un TOC, les patients de plus de 65 ans représentent 6 % des patients ayant un TOC.
Une étude a été menée au Karolinska Institute, lors de laquelle a pu être comparé un groupe de 61 378 individus diagnostiqués comme souffrant de TOC avec 613 780 personnes non atteintes par cette pathologie. Les données enregistrées dans les bases de cette étude ont permis de suivre ces deux groupes sur une période de plus de 40 ans, de 1973 à 2020. Il a été ainsi découvert que les personnes atteintes de TOC mouraient à un âge moyen de 69 ans, contre 78 ans celles qui n’en souffraient pas,.

### Facteurs de risques
Il existe des formes familiales, et une prévalence plus grande chez les jumeaux homozygotes (« vrais jumeaux ») par rapport aux jumeaux dizygotes, faisant supposer une participation génétique. Les connaissances sont insuffisantes pour déterminer des familles à risques et encore moins un dépistage.
Chez un sous-groupe de patients ayant un TOC à début précoce (dans l'enfance), il existerait une cause infectieuse par infection à streptocoques (β-hémolytique du groupe A), impliquant un mécanisme immunologique de type auto-immun. Cette entité, d'existence discutée, est de faible importance statistique et elle a été nommée PANDAS pour Paediatric Autoimmune Neuropsychiatric Disorders Associated with Streptococcal infections.
Une étude réalisée aux États-Unis dans les années 1980 indiquerait que les TOC sont plus fréquents chez les sujets séparés ou divorcés, et chez ceux de bas niveau socio-économique.
Chez l'enfant et l'adulte jeune, une seule étude suggère que le TOC pourrait être associé à un QI plus élevé, mais ce lien reste discuté,.
Les autres facteurs discutés, car trop imprécis ou mal étayés sont :
- le style éducatif parental, plus la négligence parentale et l'isolement social dans l'enfance que la surprotection maternelle ;
- la prématurité, le faible poids de naissance, l’âge maternel lors de la grossesse (plus de 35 ans) ;
- le tabagisme, la consommation de drogues ou d'alcool durant la grossesse ;
- évènements traumatiques de vie dont l'agression sexuelle.

## Diagnostic positif
Les troubles obsessionnels compulsifs consistent en des idées obsédantes (obsessions) et/ou des actes répétitifs (compulsions) qui se manifestent sous de nombreuses formes.

### Clinique
L'outil d'évaluation de référence du TOC dans le monde est le Y-BOCS (Yale-Brown obsessive-compulsive scale) qui évalue la sévérité des obsessions d'une part et des compulsions d'autre part, via 10 items cotés de 0 à 4 : 5 pour les obsessions, 5 pour les compulsions. Trois formes de TOC sont distinguées :
1. le TOC à dominante obsessionnelle avec peu de rituel,
2. le TOC à dominante compulsive avec peu d'obsessions,
3. le TOC mixte (cas le plus fréquent) où obsessions et compulsions sont à part égale[10].

D'autres échelles peuvent être utilisées.

#### Obsessions
Il s'agit d'idéations (idées ou images) qui font irruption dans la pensée, s'imposent au patient et se répètent sans lui laisser de repos. Le patient reconnaît que ces idées proviennent de lui et ne lui sont pas imposées de l'extérieur. Les thématiques obsessionnelles sont très variées. Les plus fréquentes sont, dans l'ordre décroissant, la contamination (souillure), le doute, la phobie d'impulsion, le malheur et la superstition, l'ordre et la symétrie.
L'obsession de contamination et de salissure est la plus fréquente : crainte de menaces invisibles telles que les microbes, les ondes ou des radiations. Elle se déclenche le plus souvent au toucher, mais aussi spontanément ou à la vision d'un stimulus externe (déchets, excréments, toilettes, préservatif…). Elle entraîne une anxiété majeure avec conduite d'évitement et rituel de lavage qui s'impose au sujet, bien qu'il en reconnaisse le caractère excessif.
L'obsession de doute ou d'erreur peut prendre toutes les formes, de la plus banale (crainte d'avoir oublié de fermer la porte, le gaz, de perdre quelque chose, d'avoir mal lu ou mal prononcé…) jusqu'à la plus complexe, d'ordre cognitif (obsession religieuses ou philosophiques, sur ce qui est bien ou mal, vrai ou faux…). Ce type d'obsession impose un rituel contraignant de vérifications.
L'obsession agressive ou phobie d'impulsion est la crainte de passer à l'acte, de perdre le contrôle de soi ou de faire quelque chose contre son gré sans s'en rendre compte. La personne lutte en permanence contre ses idées (peur de tuer quelqu'un, d'être violent avec une personne de son entourage, du suicide, de commettre un acte pédophile…). L'obsession agressive est vécue de façon particulièrement honteuse par le patient et engendre une souffrance importante. Ces pensées peuvent être de nature sexuelle et jugées inacceptables par le patient selon la loi ou sa propre morale. Cette obsession s'accompagne rarement de rituel, mais plutôt de conduites d'évitement comme ne pas conduire pour ne pas écraser quelqu'un ; éviter d'être avec un enfant par crainte de lui faire du mal ; ne pas tenir un couteau en présence d'autrui de peur de le frapper…
L'« obsession de malheur » et de superstition font craindre de porter malheur à soi-même ou à autrui lorsque, en présence d'un signe, on ne procède pas à un rite conjuratoire. Les obsessions religieuses avec préoccupations excessives liées aux sacrilèges et aux blasphèmes en font partie.
Les obsessions d'ordre et de symétrie consistent en un besoin excessif de rangement dans un ordre ou un placement très précis, parfois avec l'idée de ne pas porter malheur. Elles s'accompagnent de rituels de vérification et de conduite d'évitement (ne pas utiliser ou ne pas déplacer un objet).

#### Compulsions ou rituels
Ce sont des comportements répétitifs, actes mentaux, pensées magiques, actes que le sujet sait dans la plupart des cas absurdes mais auxquels il ne parvient pas à résister. Ce sont souvent des actes normaux, mais non réalistes, appliqués de façon mécanique, et répétés de façon excessive. Ces répétitions sont de nature motrice (actes moteurs) ou cognitive (actes mentaux).
Ces compulsions sont destinées à soulager l'anxiété et la détresse, à relâcher une tension interne. Les trois principaux thèmes sont les rituels de lavage, les rituels de vérification, et les rituels de conjuration.
Les rituels de lavage, trouble d'origine phobique, forcent à devoir nettoyer et à se laver en permanence, par peur de contamination ou de souillure. La répétition et le temps passé sont tels que ces rituels peuvent conduire à des lésions dermatologiques.
Les rituels de vérifications consistent à vérifier plusieurs fois de suite un fait ou une action qui pourrait avoir un effet négatif. Par exemple, vérifier les robinets de gaz, les portes, la lumière plusieurs fois. Cependant cela peut aussi concerner des choses sans conséquences immédiates telles que l'orthographe d'un texte ou le résultat d'une opération arithmétique, la consultation des horloges (notamment en lien avec les heures miroirs).
Les rituels de conjuration ou rituels magiques visent à empêcher un évènement ou une situation redoutés. Le syndrome de lenteur primaire est un syndrome rare qui entraîne une lenteur excessive dans la réalisation de certaines actions de la vie quotidienne : le patient s'assure par son extrême application qu'il ne peut entraîner de catastrophe, qu'il n'oublie rien ou qu'il agit parfaitement, selon l'obsession contre laquelle il tente de lutter.
Les compulsions cachées, ou compulsions cognitives (mentales) caractérisent tous les TOC n'entraînant aucun rituel moteur : « tout se passe dans la tête » (se répéter sans cesse des phrases (parfois sous forme de prières répétitives), se répéter sans cesse un ou plusieurs mots / nombres, calculer incessamment, additionner, retrancher… (voir arithmomanie), pensées blasphématoires, images ou pensées perverses à propos de la sexualité et insultes mentales à l'égard de personne que l'on aime ou avec lesquelles on est en train de discuter.

### Souffrance et conséquences sociales
Toutes les thématiques de TOC ne sont pas répertoriées, car souvent taboues (thèmes sexuels, magiques, religieux…) et non révélées spontanément par le patient. Il s'agit d'une « peur d'être » ou d'une « crainte de faire » et non pas d'un « désir de ».
Le diagnostic de TOC n'est porté que lorsque la fréquence et l'intensité des symptômes provoquent une souffrance chez le sujet avec retentissement sur sa vie quotidienne ou professionnelle. C'est souvent le patient lui-même qui reconnaît le caractère invalidant et handicapant de ses obsessions-compulsions. Classiquement, la perte de temps liée aux TOC doit être supérieure ou égale à une heure par jour, avec un sentiment de détresse perturbant de façon significative la vie socio-professionnelle du sujet.
Le TOC peut entrainer une désocialisation avec risque de marginalisation et donc de déscolarisation chez les enfants et les adolescents ou de graves répercussions socio-professionnelles chez les adultes. Il est donc recommandé de consulter dès que les obsessions et rituels deviennent invalidants dans la réalisation des activités de la vie quotidienne.

### Chez l'enfant et l'adolescent
Par rapport à l'adulte, le TOC de l'enfant et de l'adolescent est plus marqué par un « besoin de symétrie » compulsif que par des obsessions. Ce besoin de symétrie est sous-tendu par des pensées magiques (de ne pas se faire du tort, ou crainte de faire du tort à autrui). Cependant ces symptômes à eux-seuls n'ont pas de signification pathologique : 25 % des enfants de 2 ans peuvent avoir ce comportement (rituel de rangement avant le coucher) et 50 % alignent leurs jouets plusieurs fois par jour. 90 % d'entre eux ne développeront jamais de TOC.
Pour porter un diagnostic de TOC, il faut que ce comportement entraîne une détresse réelle de l'enfant, une perte de temps considérables ou des conflits familiaux. Les comorbidités particulières au TOC de l'enfant sont les tics et le trouble du déficit de l'attention avec ou sans hyperactivité.
Le TOC de l'enfant et de l'adolescent peut conduire à un handicap : déscolarisation, isolement et conflits familiaux. La prise en charge ne diffère pas de celle de l'adulte. Ici, comme ailleurs dans d'autres troubles psychiatriques de l'enfant, il est essentiel de déculpabiliser aussi bien le patient que les parents encore trop souvent culpabilisés.

## Diagnostic différentiel
Les troubles obsessionnels compulsifs étaient anciennement appelés névrose obsessionnelle, mais le terme de névrose n'est plus utilisé comme entité psychopathologique, ni par l'OMS ni par l'Association américaine de psychiatrie (AAP) qui édite le DSM. D'après les critères du DSM-IV et de la CIM-10, le TOC est considéré comme une entité psychopathologique qui remplace la névrose obsessionnelle.
Le TOC est à distinguer du trouble de la personnalité obsessionnelle compulsive qui se caractérise par un perfectionnisme et un désir de contrôle rigide et excessif, avec des compulsions mais sans obsessions intrusives et sans rituels. Le sujet n'en souffre pas et ce n'est pas un handicap pour lui.
Ce trouble de la personnalité est aussi appelé névrose obsessionnelle, mais celle-ci ne concerne qu'une minorité de patients ayant un TOC. Cette personnalité obsessionnelle n'est utilisée que dans la classification française CFTMA, et correspond partiellement au TOC de la classification américaine DSM.
Dans le DSM-5, le TOC ne fait plus partie de la catégorie des troubles anxieux.
Il existe une double approche, l'approche classique qui cherche à distinguer le TOC de troubles proches mais distincts (diagnostic différentiel), et une approche plus récente, celle du DSM-5, qui rattache ces autres troubles au TOC, car ils sont fréquemment associés (importance des comorbidités pour le pronostic et le traitement).

### Troubles phobiques
Les symptômes peuvent être proches de ceux du syndrome dépressif avec trouble de la personnalité, anxiété et expression d'une phobie. Ils y sont par ailleurs fréquemment associés.
La phobie se rapproche du TOC par l'anxiété qui se déclenche en présence de l'objet ou de la situation phobogène, mais chez le phobique cette peur disparait immédiatement par simple évitement et sans rituel.
Alors que dans le TOC, la détresse est persistante, nécessitant un rituel de caractère intrusif, qui s'impose de façon contraignante. Le soulagement n'est que temporaire et le processus doit être répété. Ce qui entretient, à long terme, l'anxiété et le TOC.

### Hypocondrie
L'hypocondrie, peur chronique d'avoir une maladie grave, peut s'accompagner de comportements de vérification (demande d'examens médicaux), mais qui ne sont pas considérés comme des compulsions. L'hypocondrie est classée dans les troubles somatoformes.

### Mentisme et rumination
Le mentisme ou encore la rumination se caractérisent par un ressassement permanent d'idées ou d'images qui se succèdent dans la tête, soit de façon aiguë et rapide (mentisme) ou de façon chronique et plus lente (rumination). La personne sait au fond d'elle-même qu'elle n'adhère pas à ces idées, mais se contraint tout de même à s'interroger à leur sujet. Ruminations les plus courantes : peur d'aller en prison, d'être homosexuel, pédophile, polygame ou polyandre, de ne plus aimer quelqu'un, d'agresser physiquement quelqu'un, de devenir fou. Elle se caractérise également par des questionnements méta-physiques permanents (par exemple sur la mort, la mémoire, la paternité, etc.).
Ces phénomènes sont favorisés par un état anxieux ou dépressif, le stress, le manque de sommeil (ou encore l'orthosomnie par exemple), la prise d'excitants ou de toxiques… Ils ne sont pas considérés comme pathologiques s'ils sont isolés (non accompagnés d'autres symptômes). Ils témoignent d'une détresse émotionnelle déjà présente mais ne la déclenchent pas.

### Troubles du contrôle des impulsions
Ce sont de nombreux syndromes ou pathologies, proches du TOC, mais qui se distinguent par l'absence d'anxiété. Le comportement a pour but de satisfaire un désir incontrôlable, et moins de soulager un état anxieux provoqué par une obsession. Par exemple : la trichotillomanie (s'arracher poils et cheveux), l'onychophagie (se ronger les ongles), l'oniomanie (achats incontrôlés et excessifs), le jeu pathologique (addiction aux paris et jeux d'argent), la kleptomanie (impulsion à dérober), la syllogomanie (impulsion à collecter des objets)…
Cependant ceci est discuté, par exemple selon les auteurs, la trichotillomanie peut être classée dans les TOC, et pour d'autres dans les automutilations.

## Comorbidités
Plus de la moitié à 90 % des patients ayant un TOC souffrent d'un autre trouble psychiatrique.
Le trouble le plus fréquemment associé est la dépression, qui survient le plus souvent après le TOC et qui parait être consécutif à la détresse au cours du TOC. La nature et l'intensité des troubles dépressifs est variable : dysthymie, trouble bipolaire, dépression majeure… jusqu'à la tentative de suicide.
Par rapport à la population générale, les sujets atteints de TOC présentent plus souvent d'autres troubles anxieux. Le TOC peut coexister avec des phobies sans composante obsessionnelle, ou encore avec le trouble panique.
Une dépendance à l'alcool est retrouvée dans un cinquième des cas. La consommation de marijuana ou de cocaïne favorise le développement consécutif d'un TOC.
De 11 à 16 % des sujets ayant un TOC peuvent présenter, au moins une fois dans leur vie, des troubles du contrôle des impulsions (voir section diagnostic différentiel), principalement le grattage compulsif et l'onychophagie ; la trichotillomanie ; les achats compulsifs.
Chez 10 % des sujets, il existe aussi une dysmorphophobie (préoccupation obsédante de l'image de son corps) ; et chez 5 à 9 % des troubles des conduites alimentaires (anorexie mentale, boulimie).
Par ailleurs, jusqu'à 60 % des personnes ayant le syndrome de Gilles de la Tourette auraient également des TOC, principalement des rituels de comptage et de symétrie.
On retrouve entre 7,8 et 26 % de TOC chez les patients atteints de schizophrénie. Il peut être difficile de distinguer un TOC évolué sévère, où le sujet a moins conscience du caractère absurde de ses troubles, et un trouble schizophrénique avec manifestations obsessionnelles.
L'importance de ces associations a fait que des auteurs ont proposé d'élargir le domaine du TOC à ces associations considérées comme causalement liées, en parlant de « spectre obsessionnel compulsif », à l'instar de ce qui a été fait avec le spectre de l'autisme. Ce qui a été fait en 2013 avec le DSM-5 en créant une nouvelle catégorie : les « TOC et troubles apparentés ».

## Évolution
Le début est généralement progressif sur plusieurs mois, plus rarement soudain en quelques semaines. Les thèmes obsessionnels chez un même individu sont le plus souvent stables, mais peuvent changer.
Les TOC qui débutent dans l'enfance ou l'adolescence sont plus souvent associés à des tics, et plus à risque de développer par la suite des attaques de panique, des troubles du comportement alimentaire, et une personnalité de type obsessionnelle. Ceux de survenue plus tardive semblent déclenchés par des situations ou évènements notables ou stressants, comme la grossesse ou l'accouchement.
Le trouble guérit rarement de façon spontanée. Il évolue vers la chronicité avec des fluctuations souvent en rapport avec les aléas de la vie courante. Les phases d'aggravation sont liées aux moments de soucis, de peine ou de stress ; les phases d'amélioration sont liées aux évènements et situations favorables : vacances, changement de cadre de vie, loisirs motivants, sport et/ou les relations sexuelles…
Cette chronicité aboutit à plusieurs niveaux de gravité : dans le TOC léger le sujet peut répondre à ses obligations socio-professionnelles, mais au prix de difficultés quotidiennes. Dans les formes très sévères, le sujet n'a plus aucune liberté, totalement prisonnier de ses symptômes, il demeure dans un isolement complet, social et familial.

## Physiopathologie
L'origine neurophysiologique du TOC reste mal comprise et les mécanismes hypothétiques. Ils sont basés sur la convergence de différentes approches du fonctionnement cérébral : phénoménale, anatomique et fonctionnelle (imagerie cérébrale), neurochimique.

### Approche clinique et phénoménale
Diverses études cliniques ont montré une déficience des sujets atteints de TOC dans les tests neuropsychologiques standards, ou certains de leurs sous-items, suivants : Wisconsin Card Sorting Test, Iowa gambling task (en), Tower of Hanoi 3-disk time, Colour Trails 1 time, Complex Figure Test immediate and delayed recall, et Stroop Task alors que Digit Span Test - Forward et Backward - (en) et Corsi block-tapping test (en) évaluant la mémoire à court terme donnent des résultats normaux, ainsi que Rey Auditory Verbal Learning Test.
Les obsessions apparaissent le plus souvent au sujet comme un phénomène pathologique, émanant de sa propre activité psychique, et dont il ne peut se débarrasser. Elles sont plus souvent contraires à ses propres valeurs et croyance (obsessions « égodystoniques »), parfois en accord (obsessions « égosyntoniques »).
Le sujet a l'impression fondamentale que « quelque chose ne va pas ». L'obsession est la perception permanente par le sujet d'être en faute ou en situation d'erreur. Les compulsions seraient alors des réponses comportementales visant à soulager l'anxiété en mettant fin aux signaux de faute ou d'erreur. Le soulagement n'est que transitoire, et le sujet doit reproduire en boucle son comportement dans un état d'émotions et de motivations, à la recherche d'un soulagement plus durable conçu comme une forme de récompense.
Un modèle physiopathologique plus récent suggère que les rituels de compulsion ne sont pas une réponse cherchant à neutraliser les idées obsédantes : les compulsion précéderaient les obsessions, les idées obsédantes étant une tentative de l'individu de rationaliser a posteriori son comportement compulsif.

### Approche neurochimique
Sur la base de l'efficacité des traitements médicamenteux, les systèmes de neurotransmetteurs basés sur la sérotonine et la dopamine ont paru contribuer au mécanisme de la maladie.
Des études évoquent une hypersensibilité des neurorécepteurs sérotoninergiques, pouvant expliquer l'efficacité des antidépresseurs qui bloquent la recapture de la sérotonine (ISRS), inversement un produit comme le sumatriptan qui active au contraire ces récepteurs, peut exacerber les symptômes du TOC. La transmission par dopamine a été aussi impliquée, en rapport avec le fait que des agents antipsychotiques, par leur action dopaminergique, peuvent réduire la sévérité du TOC, en association avec les antidépresseurs (dans les cas où le TOC résiste aux antidépresseurs).
En 2020, les données obtenues ne permettent pas de conclure sur l'implication des systèmes basés sur la sérotonine et la dopamine. Un nombre croissant d'études est en faveur d'une implication du système basé sur le glutamate, neurotransmetteur excitateur du système nerveux et principal neurotransmetteur de la boucle constituée par le cortex orbitofrontal, le thalamus et l'amygdale.

### Approche anatomique et d'imagerie fonctionnelle
Les données expérimentales mettent en évidence le rôle majeur de plusieurs circuits et structures cérébrales. En particulier, le cortex orbitofrontal et le cortex cingulaire antérieur, qui sont en relation par l'intermédiaire des ganglions de la base (en particulier le striatum ou les noyaux caudés),.

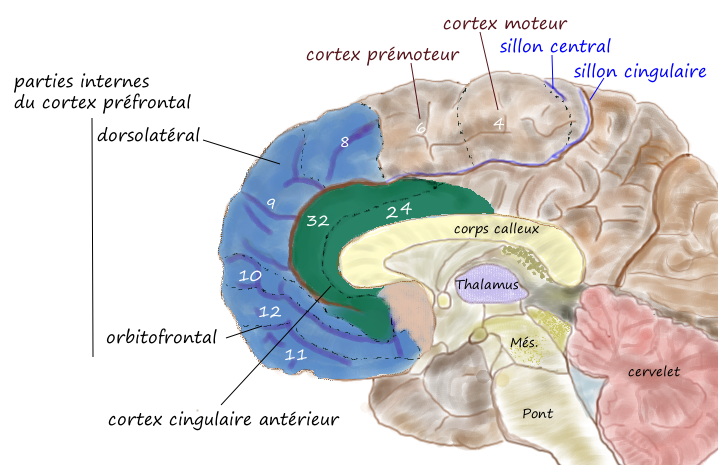
Situation respective du cortex orbitofrontal, du cortex cingulaire antérieur et du thalamus.

Ces structures gèrent la saisie des informations extérieures en leur donnant un sens et en détectant les erreurs (cortex cingulaire antérieur) ; la gestion des situations de conflit en rapport avec le vécu émotionnel (amygdale) ; la préparation et l'exécution des réponses comportementales dirigées vers un but (cortex orbitofrontal). D'autres structures en réseau joueraient aussi un rôle comme le réseau frontopariétal, dans le sens d'une difficulté du patient à s'extraire de son « monde intérieur » pour adapter son comportement aux demandes de l'environnement,.
Par rapport à la population générale, et aux patients améliorés sous traitement, on observe des anomalies fonctionnelles (augmentation d'activité) de ces différentes structures. Ces activations diffèrent de localisation selon la nature des manifestations présentées. Par exemple, la boucle neuronale de détection des erreurs est en suractivité. Le circuit cérébral de la prise de décisions est également défaillant, les activations de structures différant selon que le sujet est un « accumulateur » ou un « vérificateur ».

## Traitements
Le TOC a une réponse faible au placebo (0 à 20 %). C'est un trouble psychiatrique chronique et résistant, son traitement était peu efficace jusqu'à la publication du psychologue béhavioriste anglais Vic Meyer (en) en 1966, et la découverte de l'efficacité de la clomipramine en 1967.
Depuis, deux types de traitements ont fait la preuve de leur efficacité dans le TOC : les thérapies cognitivo-comportementales (TCC) et les médicaments tels que les inhibiteurs sélectifs de la recapture de la sérotonine (ISRS) et la clomipramine.

### Traitements de première intention
Certaines études empiriques affirment que la TCC est plus efficace que le traitement médicamenteux. Le taux de rechute est faible par rapport au traitement médicamenteux et combiner le traitement médicamenteux à la TCC n'augmente pas l'efficacité de la thérapie.
Au total, 10 % des patients ne répondent pas du tout à ces traitements. On considère que ces patients sont résistants.

#### Psychothérapie cognitive et comportementale
Elle a été validée et recommandée par les instances officielles (OMS, Association américaine de psychiatrie…), en France par l'INSERM et la HAS. Ces recommandations ont été confirmées par plusieurs méta-analyses.
La thérapie cognitive comportementale (TCC) spécialement adaptée aux TOC consiste d'une part à enseigner aux patients le fonctionnement des TOC, et à les aider à mieux gérer les obsessions. Cela inclut des techniques de restructuration cognitive permettant au patient de reconnaître la non-sédation par son comportement de TOC, de repérer ses dysfonctionnements (croyances irrationnelles, surestimation des risques encourus…) et de modifier sa stratégie de pensée.
D'autre part, la thérapie consiste à exposer le patient aux stimuli anxiogènes, de façon répétée et contrôlée, tout en l'encourageant à différer, voire à supprimer la réponse ritualisée. Certains thérapeutes choisissent de ne pas automatiquement inclure cette seconde partie de la thérapie car il a été démontré que la partie cognitive de la thérapie est suffisante pour être efficace et fait preuve d'une meilleure adhérence au traitement.
La TCC est considérée comme une thérapie courte, en général, dix à trente séances (une ou deux par semaine) sont nécessaires. Son efficacité est démontrée,, mais le nombre des thérapeutes qualifiés est insuffisant.
Dans certains pays (États-Unis, Royaume-Uni…), il existe des centres privés spécialisés dans le traitement des TOC et proposant des TCC intensives sur plusieurs mois. Ces traitements ont de bons résultats pour les patients résistants mais sont très onéreux.
Chez l'enfant, le traitement médicamenteux semble avoir une efficacité nettement supérieure au placebo, mais restant modeste. Aussi, chez les enfants et adolescents présentant des formes légères de TOC, la TCC est-elle privilégiée, l'association psychothérapie/médicaments se trouvant réservée aux formes plus sévères.

#### Médicaments
Les deux principales classes d'antidépresseurs utilisés sont les inhibiteurs sélectifs de la recapture de la sérotonine (ISRS) et la clomipramine. Cette dernière aurait une efficacité légèrement supérieure mais, comme elle est moins bien tolérée, c'est aux ISRS qu'on a le plus souvent recours. La clomipramine est plutôt prescrite en deuxième intention, en cas d'échec des ISRS et dans les formes les plus sévères.
Concernant les ISRS, la posologie doit être supérieure à celle qui est préconisée dans les épisodes dépressifs. Le délai d'apparition des effets thérapeutiques peut atteindre trois mois et la réponse n'est parfois que partielle. La diminution des symptômes se produit dans 50 à 60 % des cas. Après réponse satisfaisante, le traitement est maintenu douze à dix-huit mois.
La reprise des symptômes après arrêt du traitement justifie un traitement au long cours.
Les anxiolytiques comme les benzodiazépines soulagent ponctuellement les troubles anxieux. Peu efficaces sur les TOC, ils sont prescrits sur de courtes périodes et jamais en traitement de fond.
Les formes résistantes peuvent être améliorées par l'ajout d'un neuroleptique comme l'halopéridol ou la rispéridone.

### Traitements de seconde intention
D'autres traitements sont alors proposés aux TOC non répondeurs (ceux-ci sont appelés ROC : Réfractaires/Résistants Obsessionnels-Compulsifs). Ils sont en cours d'évaluation et en général réservés aux formes sévères très handicapantes.

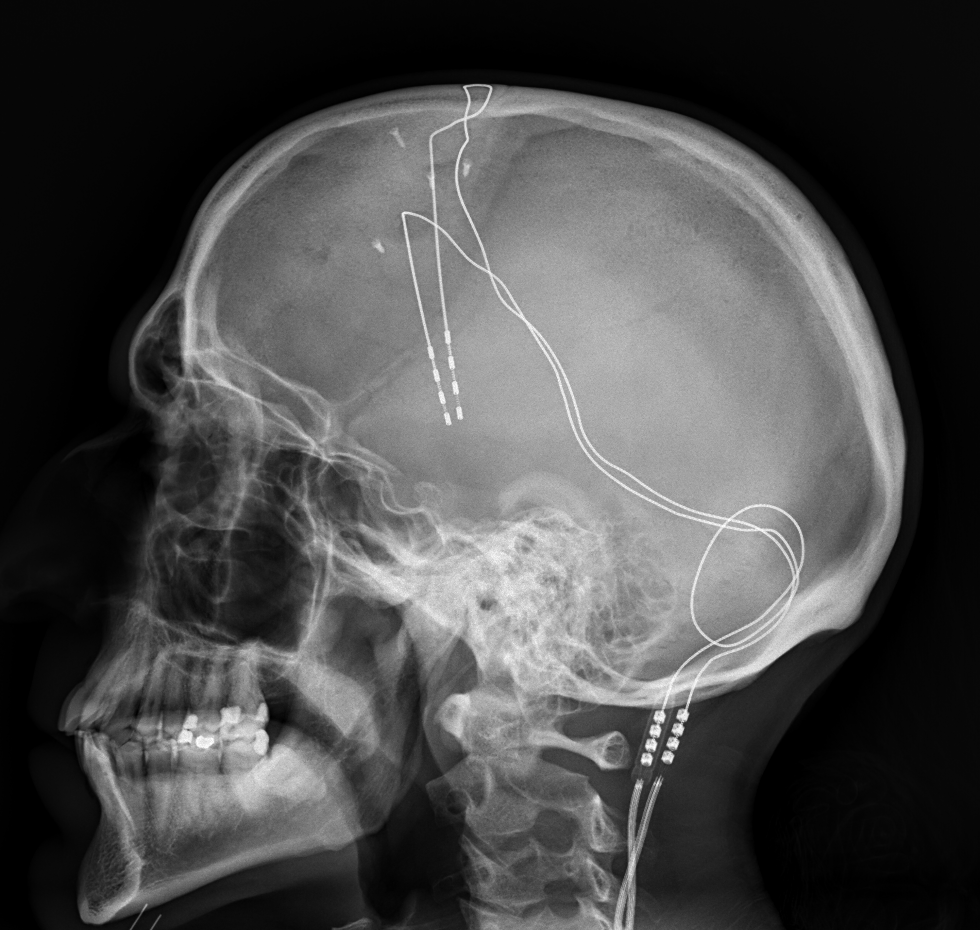
Radiographie latérale du crâne d'un homme de 42 ans, atteint de TOC sévère, traité par stimulation cérébrale profonde en 2013.

La stimulation cérébrale profonde consiste à implanter des électrodes au niveau des ganglions de la base. Elle a montré des résultats prometteurs,. Ce traitement est limité aux formes les plus sévères de la maladie du fait de son caractère invasif et du risque d'infection liée à l'opération.
La stimulation magnétique transcrânienne (SMT ou TMS pour les anglophones) consiste à utiliser le champ magnétique pour modifier l'activité neuronale du sujet , notamment par stimulation de l'aire motrice supplémentaire. D'autres cibles sont à l'étude comme le cortex orbitofrontal mais le manque de puissance dû au trop faible nombre d'études ne permet pas de conclure pour l'instant à une efficacité de la TMS.
La stimulation transcrânienne à courant direct (tDCS) qui consiste à faire passer un très faible courant au travers du cerveau est également une piste étudiée pour soigner le TOC. Du fait de sa récente redécouverte, peu d'études ont pour l'instant été publiées.
Les techniques chirurgicales visant à détruire certaines régions ou circuits cérébraux ne sont plus réalisées en France, à la suite d'un avis défavorable du Comité National d'Éthique (avis no 71 en 2002). Aux États-Unis, une intervention encore pratiquée est la destruction sélective du cortex cingulaire antérieur par thermolésion (obtenue par radiofréquence).

### Autres traitements
En général, les autres traitements ne sont pas recommandés en pratique courante, par manque d'études contrôlées ou en cours d'évaluation.

#### Psychothérapies
La cure psychanalytique est longtemps restée le traitement de choix de la névrose obsessionnelle, malgré l'absence de publications démontrant une efficacité. Abandonnée à la fin du XXe siècle dans cette indication, elle n'est plus recommandée en première intention dans les recommandations officielles ; toutefois, elle peut être suivie pour favoriser des transformations de la personnalité après les traitements standards,.
La thérapie stratégique en particulier l'approche de la thérapie brève de l'École de Palo Alto, ou celle de Giorgo Nardone restent marginales en France.
D'autres psychothérapies peuvent compléter ou préparer la thérapie cognitive et comportementale (TCC), mais l'utilisation de techniques qui conduirait à exclure la TCC serait une perte de chance pour le patient.

#### Médicamenteux et plantes
La D-cyclosérine semble augmenter l'efficacité des thérapies comportementales mais ce résultat demande à être confirmé.
Le cannabis, le cannabidiol et le THC sont étudiés et marginalement prescrits comme traitement des TOC (sans pour autant avoir des preuves concrètes d'efficacité) ,. Des cas d'automédication avec de la psilocybine, du LSD et de la mescaline ont également été rapportés. La nicotine parait atténuer les manifestations du TOC et l'anxiété,,,.
L'acétylcystéine semble un traitement prometteur des troubles du contrôle des impulsions liés aux TOC,. La mémantine a été proposée dans les TOC résistants dans un cas clinique.
L'extrait de chardon-Marie aurait des effets comparables à ceux de la fluoxétine.

## Médias et société

### Cinéma
- Le film Pour le pire et pour le meilleur nous montre Jack Nicholson dans le rôle d'un écrivain asocial atteint de TOC.
- Le film Trust me met en scène un personnage violent souffrant de TOC : il s'agit du père du héros, un ancien militaire obsédé par le rangement et la propreté.
- Dans le film Les Associés, Nicolas Cage, en proie à des troubles obsessionnels, doit ouvrir et fermer une porte trois fois de suite avant de pouvoir la franchir.
- Le film Aviator évoque l'histoire vraie d'Howard Hughes. Une attention particulière est portée aux rituels de Hughes, notamment le lavage des mains, et à sa peur obsessionnelle des microbes, ce qui l'a conduit à finir ses jours dans un isolement complet.
- Le film Sans mobile apparent nous présente l'inspecteur Caracalla, qui n'arrête pas de se laver les mains (le rôle est tenu par Jean-Louis Trintignant).
- Le film américain L'Incroyable Destin de Harold Crick, sorti en 2007, raconte l'histoire du personnage éponyme qui est atteint de TOC et ne peut s'empêcher de tout compter.
- Le film espagnol Toc toc, sorti en 2018, est une comédie où l'on voit six patients atteints de TOC qui, attendant l'arrivée de leur psychiatre, doivent supporter les manies des cinq autres et tenter de se comprendre.
- Le film danois The House that Jack Built, de Lars Von Trier, met en scène Jack, un meurtrier atteint de TOC, surnommé « Mister Sophistication ».

### Théâtre
- La pièce de théâtre Toc toc de Laurent Baffie : six patients sont dans la salle d'attente d'un neuro-psychiatre à la renommée internationale, spécialiste du traitement des TOC. Il ne consulte en France qu'une fois tous les deux ou trois ans, et ne voit jamais le même patient deux fois. Coprolalie, arithmomanie, nosophobie, TOC de vérification, palilalie… les TOC s'entassent, se bousculent et se mélangent dans le cabinet du docteur.
- La pièce TOC d'Augustin d'Ollone.
- La pièce Pièces de Philippe Minyana, parue en 2001 puis retravaillée par l'auteur pour le metteur en scène Laurent Brethome en 2012 sous le titre TAC. Le personnage principal, TAC, est un homme atteint de syllogomanie (ou « Trouble d'Accumulation Compulsive »), dont l'histoire s'inspire d'un fait divers réel.

### Chanson
- Justin Timberlake, ainsi que les rappeurs Lomepal et Nf ont dit dans une interview qu'ils étaient atteint de TOC[85].
- Joey Ramone, le chanteur des Ramones, était atteint du syndrome de TOC, ainsi que du syndrome de Marfan.

### Télévision
- La série télévisée Monk, met en scène Adrian Monk, un détective souffrant de troubles obsessionnels compulsifs. Ce trouble psychologique lui a coûté son poste de détective à la brigade criminelle de la police de San Francisco. À la suite du meurtre de sa femme, Monk est traumatisé et il développe une centaine de phobies, notamment des microbes, du vide, de la foule et de nombreuses autres choses, ce qui ne facilite pas ses enquêtes.
- Dans la série télévisée Esprits criminels, l'épisode 2 de la saison 1, intitulé Par feu et par flammes (titre original : Compulsion), met en scène les agissements d'une jeune étudiante pyromane atteinte de TOC centrés sur le symbolisme du chiffre 3. Dans l'épisode 22 de la saison 2 intitulé Morts anonymes (tire original : Legacy), le jeune inspecteur de police qui vient demander de l'aide à l'équipe des profileurs est lui aussi atteint de TOC (tout doit être parfaitement rangé et symétrique), ainsi que le diagnostique lui-même l'agent spécial Aaron Hotchner.
- Dans la saison 3 de la série Scrubs apparaît, le temps de quelques épisodes, le docteur Kevin Casey. Ce médecin souffre de plusieurs TOC. Il ressent le besoin de recommencer son entrée dans l'hôpital qu'il juge ratée. Il répète continuellement son nom quand il se concentre. Il a la phobie des microbes, se lave les mains pendant des heures après une intervention et lave ensuite le savon. Il refuse par ailleurs d'utiliser les toilettes de l'hôpital, préférant rentrer chez lui quand le besoin s'en fait sentir.
- Dans le téléfilm diffusé sur TF1, Le Monsieur d'en face, le personnage d'Yves Rénier est atteint de TOC. Il est surtout obsédé par le rangement et ne sort jamais de chez lui.
- Dans le cinquième épisode de la saison 5 de la série NCIS : Enquêtes spéciales intitulé La veuve noire, Nikki Jardine (Susan Kelechi Watson) souffre de légers troubles obsessionnels compulsifs. Elle a notamment peur de la contamination et doit tout laver ; de plus, elle ne supporte aucun contact direct avec une personne.
- Dans la série télévisée Glee, Emma Pilsbury, la psychologue scolaire, souffre de troubles obsessionnels compulsifs manifestés par un besoin récurrent de nettoyer bien que les objets ne soient pas visiblement sales.
- Dans la série télévisée Bones l'épisode 22 de la saison 5 « La Fuite en avant » concerne un amasseur agoraphobe.
- Dans la série télévisée The Big Bang Theory, le personnage de Sheldon Cooper présente certains symptômes de ce trouble, notamment sa manière de frapper à la porte, ou encore sa phobie des germes qui le pousse à prendre des précautions exagérées concernant sa propreté.
- Dans la série télévisée Girls, à la fin de la saison 2, le personnage d'Hannah souffre de TOC. Elle se met alors à tout compter jusqu'à 8 et son comportement devient alors presque dangereux lorsque, pour se purifier, elle s'enfonce un coton-tige dans l'oreille.
- Dans la série Pretty Little Liars, Spencer se comporte parfois comme si elle était atteinte de TOC.

### Association (loi de 1901)
En France, l'AFTOC-Association française de personnes souffrant de troubles obsessionnels compulsifs, association agréée au niveau national par le ministère de la Santé, informe et soutient depuis 1992 les malades atteints de cette pathologie.